# Coto (Caldas da Rainha)
Coto is een plaats (freguesia) in de Portugese gemeente Caldas da Rainha en telt 1 135 inwoners (2001).